# Michel Dieulafoy
Joseph-Marie-Armand-Michel Dieulafoy (Tolosa, 11 gennaio 1762 – Parigi, 13 dicembre 1823) è stato un librettista e drammaturgo francese.

## Biografia
Iniziò come avvocato a Tolosa e sembrava destinato alla professione forense, nella città che vide i suoi esordi. Alcuni possessori di considerevoli proprietà nelle colonie, suoi parenti, lo convinsero a partire per il Nuovo Mondo], dove si stabilì a Saint-Domingue; qui, certe felici speculazioni promettevano una brillante fortuna. Ma l'emancipazione degli schiavi distrusse le sue aspettative: le sue piantagioni furono devastate e la casa bruciata dai suoi negri ribelli. Fuggì al massacro del Capo nel 1793 e si rifugiò a Filadelfia. Vi soggiornò per qualche tempo, poi tornò in Francia, dove si dedicò alla poesia drammatica, principalmente nel genere del vaudeville.
Il Théâtre du Vaudeville (che allora si trovava in rue de Chartres) fu il luogo del suo successo fin dal 1798, nel momento della sua massima celebrità. Ha anche dato vari spettacoli nella maggior parte dei teatri di Parigi.
Dieulafoy era e rimase un monarchico, anche sotto il governo imperiale. Nato a Tolosa nel 1762, morì a Parigi il 13 dicembre 1823.

## Opere
- 1797: Défiance et Malice, ou le Prêté-rendu, commedia in un atto e in versi, Disponibile su Gallica;
- 1798: Le Moulin de Sans Soucy, vaudeville, (anno VI);
- 1799: Le Quart d'heure de Rabelais, con Chrétien-Siméon Le Prévost d'Iray
- 1800: Dans quel siècle sommes-nous?, in un atto, con Étienne de Jouy e Charles de Longchamps;
- 1800: La Revue de l'an huit, seguito della Revue de l'an six, commedia-vaudeville in 1 atto, con Armand Gouffé e René de Chazet;
- 1801: Le Tableau des Sabines, vaudeville in 1 atto, con Jouy e Longchamps, scritto in occasione del quadro di Jacques-Louis David, Les Sabines;
- 1801: L'Hôtel garni, ou la Revue de l'an IX, commedia-vaudeville in 1 atto, con René de Chazet;
- 1802: 11, 76, 88, ou le Terne de Gonesse, vaudeville-anecdote in un atto e in prosa, con Jean-Baptiste Dubois e de Chazet;
- 1802: Le Mariage de Nina-Vernon, suite de la Petite ville, et des Provinciaux à Paris, commedia in 1 atto e in prosa, con de Chazet e J-B Dubois;
- 1806: Jean Lafontaine, commedia in un atto e in vaudeville, con Le Prévost d'Iray;[3]
- 1806: Une matinée du Pont-Neuf, divertissement-parade in 1 atto, con Marc-Antoine Madeleine Désaugiers, Francis baron d'Allarde e Emmanuel Dupaty;[4]
- 1806: Les Quatre Henri ou le Jugement du meunier de Lieursaint, vaudeville in 1 atto, con Henri Simon e Nicolas Gersin;
- 1807:L'Ile de la Mégalantropogénésie, ou les Savants de naissance, vaudeville in un atto, con Pierre-Yves Barré, Jean-Baptiste Radet e Desfontaines-Lavallée;
- 1807: L'Hôtel de la Paix, rue de la Victoire, à Paris, commedia-vaudeville in un atto, con Pierre-Yves Barré, Jean-Baptiste Radet e Desfontaines-Lavallée;
- 1807: Les Filles de Mémoire, ou le Mnémonite, commedia in 1 atto, mista a vaudevilles, con Nicolas Gersin;
- 1807: Les Pages du duc de Vendôme, commedia in 1 atto, mista a vaudevilles, con Nicolas Gersin;
- 1807: Le Fond du sac, ou la Préface de Lina, parodie vaudeville, in 1 atto e in 4 annate, con Nicolas Gersin;
- 1808: La Vallée de Barcelonnette, ou le Rendez-vous de deux ermites, commedia-vaudeville in 1 atto, con Nicolas Gersin;
- 1808: Bayard au Pont-Neuf, ou le Picotin d'avoine, folie-vaudeville in 1 atto, con Nicolas Gersin;
- 1808: Au feu! ou les Femmes solitaires, commedia-vaudeville, in un atto, con Nicolas Gersin;
- 1809: L'Intrigue impromptue, ou Il n'y a plus d'enfant, commedia-vaudeville in 1 atto, con Nicolas Gersin;
- 1810: L'Auberge dans les nues, ou le Chemin de la gloire, piccola rivista di alcune grandi pièces, in 1 atto e in vaudevilles, con Simon e Gersin;
- 1810: La Robe et les Bottes, ou Un effet d'optique, folie-vaudeville in 1 atto, con Nicolas Gersin;
- 1810: La Manufacture d'indiennes, ou le Triomphe du schall et des queues du chat, parodia de Bayadères, vaudeville in 1 atto, con Nicolas Gersin;
- 1811: La Revanche grecque, ou Mahomet jugé par les femmes, tragicomico-vaudeville in 1 atto, in occasione di Mahomet II ( di Pierre Baour-Lormian), con Nicolas Gersin;
- 1811: La Tasse de chocolat, ou Trop parler nuit, commedia-vaudeville in 1 atto, con Nicolas Gersin;
- 1812: Jeanne d'Arc, ou le Siège d'Orléans, commedia storica in 3 atti, mista a vaudevilles, con Nicolas Gersin;
- 1816: Les Gardes-marine, ou l'Amour et la Faim, vaudeville in 1 atto, con Nicolas Gersin;
- 1816: Sans-Gêne chez lui, ou Chacun son tour, vaudeville in 1 atto, con Nicolas Gersin;
- 1818: Le Duel par la croisée, ou le Français à Milan, commedia-vaudeville in 1 atto, con Nicolas Gersin;
- 1818: Brouette à vendre, commedia in 1 atto, mista a vaudevilles, con Nicolas Gersin;
- 1818: La Promesse de mariage, ou le Retour au hameau, opéra-comique in 1 atto e in prosa, con Nicolas Gersin, musica di Angelo Maria Benincori;
- 1820: Ô l'impie, ou Enfin la voilà, vaudeville in 1 atto (parodia di Olympie, opera in 3 atti di Gaspare Spontini), con Désaugiers e Nicolas Gersin;
- 1823: La Pauvre Fille, vaudeville in un atto, con Achille e Armand d'Artois;

## Libretti d'opera
- 1804: La petite maison, opéra-comique in 3 atti, libretto di Michel Dieulafoy e Nicolas Gersin, musica di Gaspare Spontini;
- 1804: Milton, fatto storico in 1 atto, libretto di Victor-Joseph Étienne de Jouy Michel Dieulafoy, musica di G. Spontini;
- 1816: Les dieux rivaux, ou Les fêtes de Cythère, opéra-ballet in 1 atto, libretto di Michel Dieulafoy e Charles Brifaut, musica di G. Spontini, Rodolphe Kreutzer, Louis-Luc Loiseau de Persuis e Henri Montan Berton;
- 1819: Olimpie, tragedia lirica in 3 atti, libretto di Michel Dieulafoy e Charles Brifaut, musica di G. Spontini;